# Triumph 13/35
Der Triumph 13/35 oder Triumph 12.8 war ein PKW, der von der Triumph Motor Company von 1925 bis 1927 als Nachfolger des Modells 10/20 gefertigt wurde.
Er wurde von einem Vierzylinder-sv-Reihenmotor mit 1.872 cm³ Hubraum (72 mm Bohrung, 115 mm Hub) angetrieben, der mit einem einzelnen Zenith-Vergaser ausgestattet war und 36 bhp (26,5 kW) lieferte.
Es war der erste britische Serienwagen mit hydraulisch betätigten Bremsen an allen vier Rädern. Die wurden von Lockheed geliefert und waren als Außenbackenbremsen ausgeführt.
Zusammen mit seinem Vorgänger 10/20 und seinem Nachfolger Fifteen entstanden etwa 2.000 Exemplare. Der Verkaufspreis betrug £ 375–495.